# Paranthura lobelia
Paranthura lobelia är en kräftdjursart som beskrevs av Gary C.B. Poore 1984. Paranthura lobelia ingår i släktet Paranthura och familjen Paranthuridae. Inga underarter finns listade i Catalogue of Life.